# Vélodrome d'Horta
Le Vélodrome d'Horta Miquel Poblet est une installation sportive olympique de Barcelone inscrite au Recensement du Patrimoine Architectural de Catalogne.

## Description

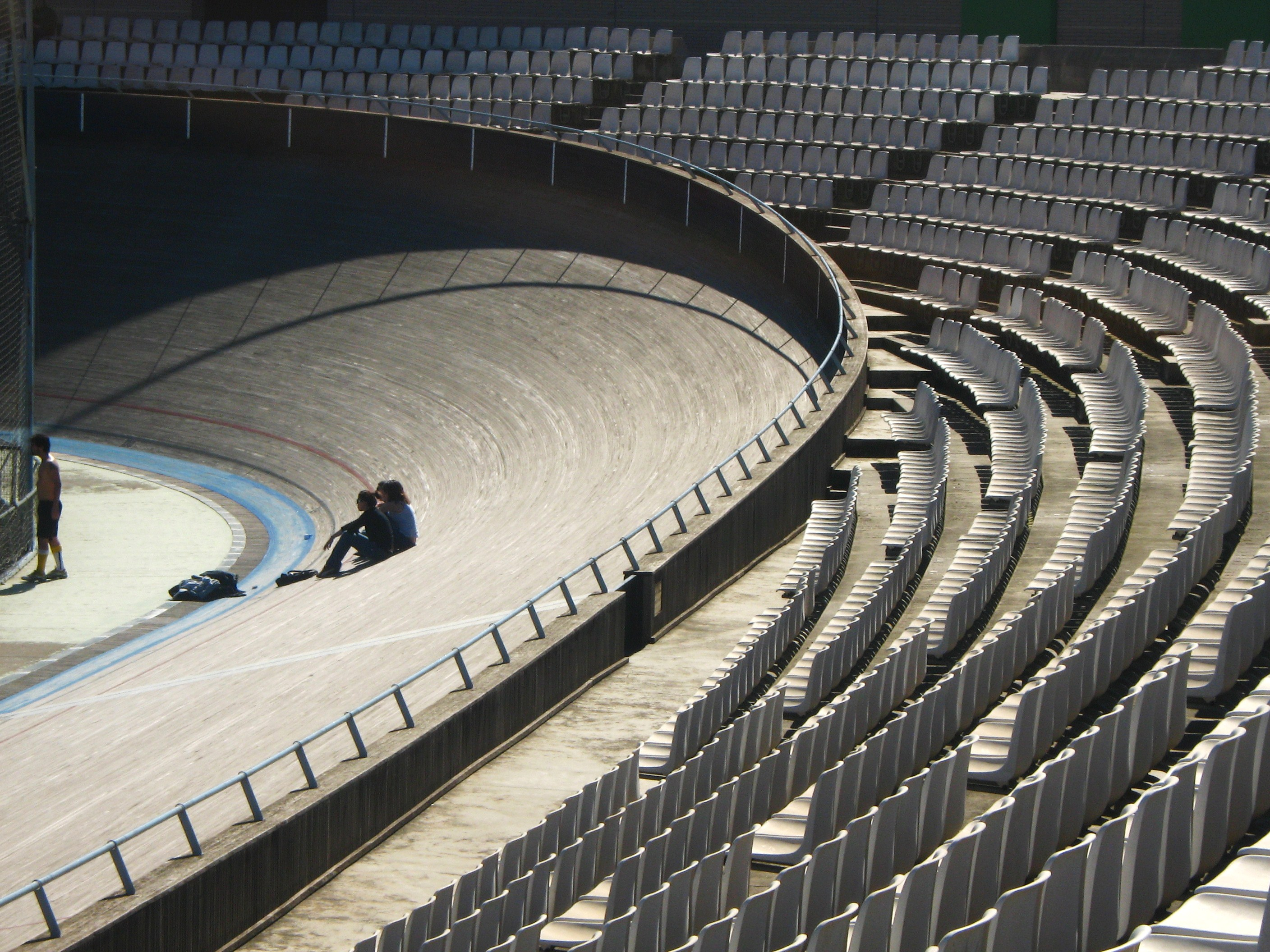
Section du Vélodrome d'Horta

Le vélodrome est bâti entre 1983 et 1984 par les architectes Esteve Bonell et Francesc Rius. Il est situé sur les pentes de la montagne de Collserola, sur un espace de pente douces.
La profondeur du vélodrome s'emboîte légèrement au terrain, ce qui incrémente sa légèreté. Il est posé comme une grande couronne circulaire dans laquelle se situent à l'intérieur une piste et des gradins de forme elliptique.
À l'intérieur de la piste de cyclisme sont aménagés un terrain de futsal et une piste omnisports pour le basket-ball ou le handball.

## Histoire
Le vélodrome est inauguré le 27 août 1984 à l'occasion des Championnats du Monde de Cyclisme sur piste,. En 1992, le stade accueille les épreuves de cyclisme sur piste des Jeux olympiques d'été de 1992.
Actuellement il sert aussi de siège à la Fédération Catalane de Cyclisme et comprend d'autres équipements et services.
Il est dédié au cycliste catalan Miquel Poblet. Il a obtenu le prix FAD d'Architecture en 1984.